# Ferrières (Waals-Brabant)
Ferrières is een gehucht in Belgische provincie Waals-Brabant. Het ligt op de grens van Bousval, deelgemeente van Genepiën, en van Céroux-Mousty, deelgemeente van Ottignies-Louvain-la-Neuve.
Ferrières ligt een kilometer ten zuiden van het dorpscentrum van Céroux en vier kilometer ten noordoosten van het dorpscentrum van Bousval. Het sluit ten zuiden aan op het gehucht La Motte van Bousval, en ten zuidoosten op het gehucht Limauges in Ottignies.

## Geschiedenis
De Ferrariskaart uit de jaren 1770 toont hier het gehucht Ferere. 
Toen op het eind van het ancien régime, tijdens de Franse bezetting op het eind van de 18de eeuw de gemeenten werden gecreëerd, kwam het zuidelijk deel terecht in de gemeente Bousval, en het noordelijk deel in de gemeente Céroux-Mousty.
Op de Atlas der Buurtwegen uit 1841 is de plaats aangeduid als het gehucht Ferrere en als Ferère. De Vandermaelenkaart uit het midden van de 19de eeuw geeft de naam Ferrère.
Deelgemeenten: Baisy-Thy · Bousval · Genepiën · Glabais · Houtain-le-Val · Loupoigne · Oud-Genepiën · Ways

Overige plaatsen: La Bruyère · Bruyère Madame · Baisy · Basse-Laloux · Le Chantelet· Chênemont · Dernier Patard · La Falise · Ferrières · Les Flamandes · Fonteny · Foriest · Fosty · Hattain · Houtain-le-Mont · La Hutte · La Motte  · Loncée · Maison du Roi · Noirhat · Pallandt · Promelles · Quatre Bras · Ry-d'Hez · Sclage · Thy · Trou-du-Bois · Vieux Manants · Wanroux

Belgische gemeenten · Arrondissement Nijvel · Waals-Brabant · Wallonië
Deelgemeenten: Céroux-Mousty · Limelette · Ottignies

Overige plaatsen: La Baraque · Blanc Ry · Les Bruyères · Céroux · Croix · Ferrières · Franquenies · Louvain-la-Neuve · Mousty · Petit Ry · Pinchart · Rofessart · Stimont · Le Tri

Belgische gemeenten · Arrondissement Nijvel · Waals-Brabant · Wallonië